# Знак
Вижте пояснителната страница за други значения на Знак.
Знак в най-общия смисъл на тази дума е нещо, което с присъствието си говори за съществуването на друго нещо.
Например:
„Димът е знак за огън и горене.“
Знакът има материална страна, тоест той има материално присъствие, наречено изява; от друга страна знакът има семантика, тоест значение, или поне индикация.
Например:
Димът е индикация за съществуване на огън и горене.“
Изучаването на знаците като такива е обект на науката семиотика. Много науки, които по един или друг начин боравят със знаци, директно или индиректно се ползват от научните постижения на семиотиката (например в много голяма степен лингвистиката, но също така и правото).

## Писмен знак
В писмеността (или писмените езици) знакът е изображение, най-често отговарящо на (един) звук. За други типове означения при писмеността виж Йероглифи.

## Езиков знак
Специфично в лингвистиката на Фердинанд дьо Сосюр езиковият знак е комбинацията на идея, съдържание и на звуков изобразител. Това определение на Сосюр за знак е дадено в неговата книга Курс по обща лингвистика (Cours de linguistique générale) (преведена на български) и в книгата му Природата на езиковия знак (Nature of the Linguistics Sign) – непреведена.
Езиковият знак според Сосюр е съставен от:
- означаващо и
- означаемо.

Идеята, означаемото, съдържанието на знака (на английски signified, а на френски, както е в оригинала – signifié) е едната страна на знака, докато другата е означаващото, звуковото представяне на идеята, материалната страна, звуковият изобразител (на френски signifiant, а на английски – signifier)

## Математически знак
Най-често използваните знаци в математиката са плюс (+) и минус (-). Когато са поставени например пред едно число, те показват дали съответното число е положително или отрицателно.

## Астрологичен знак
Астрологичните знаци се наричат още и слънчеви знаци (или зодиакални знаци). Те имат следните изображения и основни характеристики за хората, родени под този знак.
- – Овен (основен, огън, личен): самоуверен, импулсивен, съжалителен, енергичен.
- – Телец (неизменен, земя, личен): находчив, задълбочен, отдаден, спокоен и уравновесен, снизходителен и отстъпчив.
- – Близнаци (променлив, въздух, личен): логичен, любознателен, повърхностен.
- – Рак (основен, вода, личен): бранещ и предпазващ, чувствителен, верен.
- – Лъв (неизменен, огън, социален): щедър, горд, театрален.
- – Дева (променлив, земя, социален): практичен, ефикасен, критичен.
- – Везни (основен, въздух, социален): коопериращ се, честен, ленив.
- – Скорпион (неизменен, вода, социален): страстен, чувствителен, тревожен.
- – Стрелец (променлив, огън, универсален): свободен, целенасочен и грижовен.
- – Козирог (основен, земя, универсален): благоразумен, предпазлив, и подозрителен.
- – Водолей (неизменен, въздух, универсален): демократичен, неконвенционален, безпристрастен.
- – Риби (променлив, вода, универсален): оригинален и изпълнен с въображение, чувствителен и с лесно отвличано внимание.

## Гадания
Гаданията са практики и ритуали, които чрез извършване на определени действия целят предсказване на бъдещето. Извършват се от хора, които вярват, че имат някакви магически познания. Гаданията най-често се срещат в приказките. Знакът при гаданията е поличба.

## Други
- В медицината – знак за заболяване, симптом
- Пътен знак, информационен знак